# 扭瓦韦
扭瓦韦（学名：Lepisorus contortus）为水龙骨科瓦韦属下的一个种。

## 扩展阅读
- 維基物種上的相關：扭瓦韦